# Hyperolius chelaensis
Hyperolius chelaensis es una especie de anfibio anuro de la familia Hyperoliidae.

## Distribución geográfica
Esta especie es endémica de Angola. Se encuentra en la Serra de Chela.

## Etimología
El nombre de la especie está compuesto de chela y del sufijo latino -ensis que significa "que vive, que habita", y le fue dado en referencia al lugar de su descubrimiento, la Serra de Chela.

## Publicación original
- Conradie, Branch, Measey & Tolley, 2012: A new species of Hyperolius Rapp, 1842 (Anura: Hyperoliidae) from the Serra de Chela mountains, south-western Angola. Zootaxa, n.º 3269, p. 1-17.[4]